# ياسمين رستم
سارة بركة (مواليد 25 يوليو 1993) هي لاعبة جمباز إيقاعي مصرية، مثّلت مصر في دورة لندن 2012.

## المشاركة الأولمبية

### لندن 2012
| الرياضيّة    | الحدث | التصفيات | التصفيات | التصفيات | التصفيات | التصفيات | التصفيات | النهائي  | النهائي  | النهائي  | النهائي  | النهائي  | النهائي  |
| الرياضيّة    | الحدث | الحلقة   | الكرة    | الهراوات | الشريطة  | المجموع  | الترتيب  | الحلقة   | الكرة    | الهراوات | الشريطة  | المجموع  | الترتيب  |
| ----------- | ----- | -------- | -------- | -------- | -------- | -------- | -------- | -------- | -------- | -------- | -------- | -------- | -------- |
| ياسمين رستم | فردي  | 23.925   | 23.775   | 25.050   | 23.500   | 96.250   | 23       | لم تتأهل | لم تتأهل | لم تتأهل | لم تتأهل | لم تتأهل | لم تتأهل |

## روابط خارجية
- ياسمين رستم على موقع الاتحاد الدولي للجمباز (licence) (الإنجليزية)
- ياسمين رستم على موقع الاتحاد الدولي للجمباز (biography) (الإنجليزية)
- ياسمين رستم على موقع اللجنة الأولمبية الدولية (الإنجليزية)
- ياسمين رستم على موقع أوليمبيديا (الإنجليزية)